# タンジェ＝テトゥアン地方
タンジェ＝テトゥアン地方（タンジェ＝テトゥアンちほう、Tangier-Tetouan）は、1997年から2015年まであったモロッコの地方。モロッコ北端に位置した。州都はタンジェ。面積11,570km2、人口2,470,372人(2004年） and has a population of 2,470,372.。
タンジェ＝テトゥアン地方は、Fahs-Anjra県、Tangier-Assilah県、M'diq Fnideq県、Chefchaouen州、Larache州、Ouezzane州、テトゥアン州の7つの州及び県からなっていた。